# Comité de liquidation et examen de comptes
 (avril 2017).
Si vous disposez d'ouvrages ou d'articles de référence ou si vous connaissez des sites web de qualité traitant du thème abordé ici, merci de compléter l'article en donnant les références utiles à sa vérifiabilité et en les liant à la section « Notes et références ».
Le Comité de liquidation et examen de comptes fut principalement chargé de la liquidation des séquelles de l’Ancien Régime en matière de finances (arriéré des départements, offices de judicature, municipaux, financiers). Il eut à s’occuper encore des pensions et gratifications accordées par l’Ancien Régime et de l’examen des comptes des ministères, ce qui rendait sa tâche particulièrement délicate.